# Titanoeca schineri
Titanoeca schineri is een spinnensoort uit de familie der rotskaardespinnen (Titanoecidae). Ze komt niet voor in Nederland en België.
Deze spin wordt 4 tot 6 mm groot. De soort onderscheidt zich van de rotskaardespin doordat het achterlijf slechts twee stippen heeft.